# Ted Turner

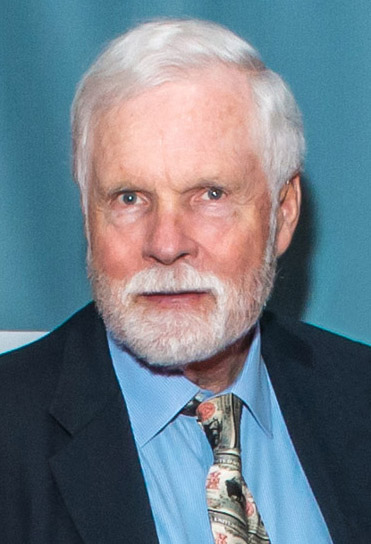
Ted Turner in 2015

Robert Edward "Ted" Turner III (Cincinnati, 19 november 1938) is een Amerikaanse mediamagnaat en pionier van kabeltelevisie die in 1980 de wereldwijde nieuwszender CNN oprichtte. Hij is de grootste privégrondbezitter van de Verenigde Staten. Zijn vermogen wordt geschat op 2,2 miljard dollar (2016). Turner werd in 1991 uitgeroepen tot Man van het Jaar door het tijdschrift TIME.
Ted Turner is ook een bekende filantroop en sporter. In 1977 won hij de zeilrace America's Cup. Hij gaf in 1998 een miljard dollar van zijn fortuin om de United Nations Foundation op te zetten.

## Biografie

### Jeugd
Op 9-jarige leeftijd verhuisde Turner vanuit zijn geboorteplaats Cincinnati naar Savannah (Georgia). Hij studeerde aan Brown University in Providence (Rhode Island), eerst de klassieken – zeer tegen de zin van zijn strenge vader – maar later economie. Hij moest de universiteit in 1960 verlaten toen hij werd gesnapt met ongeoorloofd vrouwelijk bezoek op zijn kamer. Hierna keerde hij terug naar Georgia om een afdeling van de Turner Advertising Company, zijn vaders reclamebordenbedrijf, te gaan leiden. Na de zelfmoord van zijn vader in 1963 nam hij het bedrijf over. Turner wist het slechtdraaiende, diep in de schulden gestoken bedrijf te veranderen in een zeer winstgevende onderneming dat eind jaren 1960 het grootste reclamebordenbedrijf in het zuidoosten van de VS was.

### Turner Broadcasting System
Eind jaren 1960 gebruikte hij de winsten uit zijn bedrijf om enkele radio- en televisiezenders aan te kopen, en veranderde de naam van zijn bedrijf in Turner Communications Group. In 1975 begon een van zijn televisiezenders, WTCG-TV in Atlanta, als een van de eerste televisiezenders in de VS via de satelliet over het hele land naar kabelabonnees uit te zenden. Eind 1978 had Turners WTCG-TV Super-Station een bereik van 2 miljoen kabelabonnees; Turners vermogen was inmiddels $100 miljoen. De zender werd later hernoemd tot WTBS, en Turner veranderde de naam van zijn bedrijf in Turner Broadcasting System (TBS).
In 1980 begon Turner een nieuwe kabelzender, Cable News Network (CNN), bedoeld voor kijkers die niet op tijd thuis kwamen om de nieuwsuitzendingen op vaste tijden te halen. De zender was de eerste die 24 uur per dag nieuws uitzond. Via CNN International bereikt de zender inmiddels wereldwijd zo'n 1,5 miljard mensen en is hiermee de op een na grootste nieuwszender qua bereik, na BBC World News.
Na het succes van de muziekzender MTV begon Turner in 1984 een concurrerende zender, Cable Music Channel (CMC). De zender deed het echter slecht en werd al snel aan MTV verkocht, dat CMC gebruikte om in 1985 de muziekzender VH1 op te zetten.
Turner probeerde ook het televisienetwerk CBS op te kopen; toen dit niet lukte kocht hij de filmmaatschappij MGM/UA van Kirk Kerkorian voor 1,5 miljard dollar. Turner kreeg hierdoor echter zoveel schulden dat hij de studio al snel weer terugverkocht aan Kerkorian voor $780 miljoen. Wel behield hij de rechten op de bibliotheek van oude films en televisieprogramma's, waaronder alle films en programma's van MGM van voor de fusie met UA in 1981; de filmbibliotheek van Warner Brothers van voor 1948; de gehele RKO-bibliotheek; en een groot deel van de UA-bibliotheek. Hiermee lanceerde hij de kabelzender Turner Network Television (TNT). De praktijk van TNT om oude zwart-witfilms en televisieprogramma's met computers in te kleuren werd zwaar bekritiseerd. In 1986 richtte Turner een bedrijf op, Turner Entertainment, om de film- en televisiebibliotheek te beheren en wereldwijd te verspreiden.
In 1992, na aankoop van Hanna-Barbera, begon Turner Broadcasting System de tekenfilmzender Cartoon Network, die nu over de hele wereld uitzendt. In 2000 volgde een tweede tekenflmzender, Boomerang.

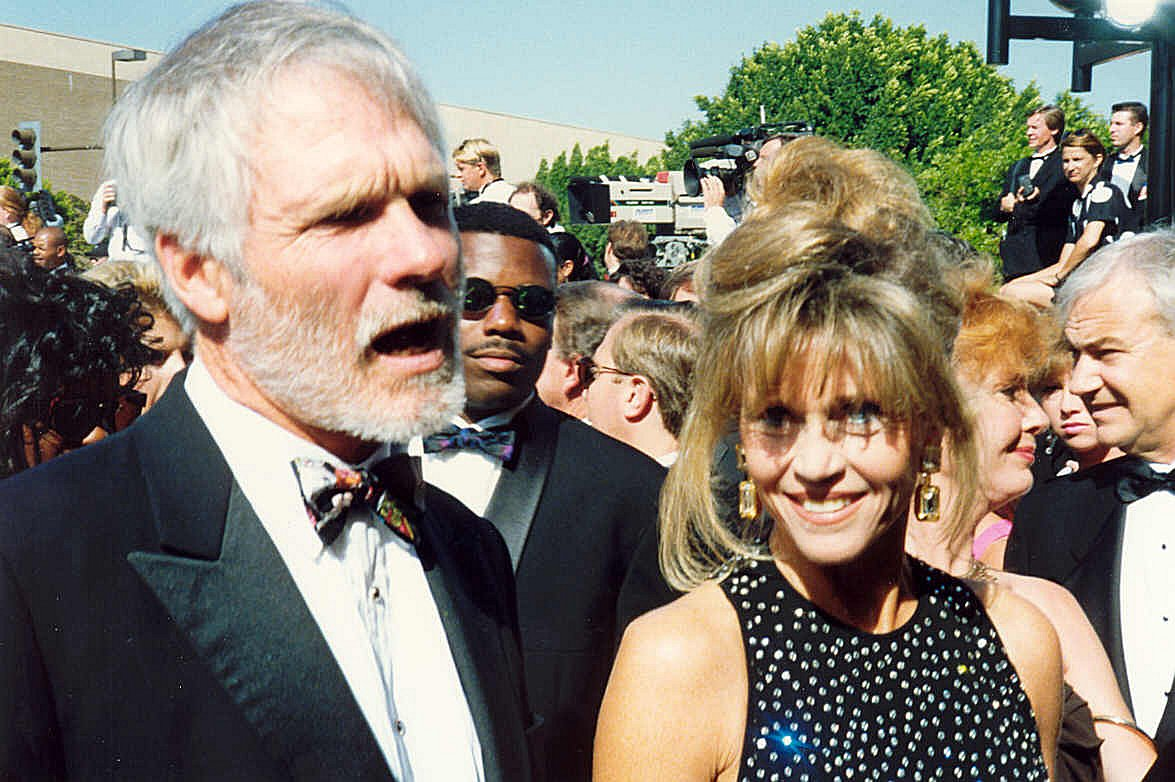
Ted Turner met zijn voormalige vrouw Jane Fonda in 1992

Turners bedrijf TBS fuseerde in 1996 met Time Warner en Turner werd vicevoorzitter van het nieuwe bedrijf en hoofd van de kabelzenderdivisie. In 2001 volgde een fusie met America Online, waarna het bedrijf de naam AOL Time Warner kreeg. Na het uiteenspatten van de internetzeepbel en een gigantisch waardeverlies van de AOL-bezittingen werd de naam in 2003 weer terugveranderd in Time Warner. Turner verloor naar schatting 8 miljard dollar in aandelenwaarde aan de gefaalde gok op AOL. Turner trok zich terug als vicevoorzitter van het bedrijf in 2006.

### Turner als grootgrondbezitter
Ted Turner is de eigenaar van 15 ranches in de VS, bestaande uit in totaal zo'n 7.700 km2 – meer dan het gezamenlijke oppervlakte van de staten Delaware en Rhode Island. Hierdoor is hij de grootste privégrondbezitter van het land. Zijn grootste ranch, Vermejo Park Ranch in New Mexico, omvat zo'n 2.400 km2 en is het grootste aaneengesloten privébezit in de VS.
Turner bezit zo'n 50.000 bizons, de grootste kudde in privébezit ter wereld. In 2002 begon hij een restaurantketen, Ted's Montana Grill, met hamburgers en andere gerechten gemaakt van bizonvlees.

### Sport
Turner begon al op jonge leeftijd met zeilen. In 1977 won hij de zeilrace America's Cup met het jacht Courageous. Hij won ook de Fastnetrace in 1979 met de Tenacious, in een race waarbij een aantal boten zonken en 22 deelnemers omkwamen. Turner werd in 1993 opgenomen in de America's Cup Hall of Fame.
In 1976 kocht Turner het basketbalteam Atlanta Hawks en het honkbalteam Atlanta Braves zodat hij de wedstrijden van deze teams live op WTBS kon uitzenden. Centennial Olympic Stadium, het stadium van de Olympische Spelen van 1996 in Atlanta, werd na de spelen de thuisbasis van de Braves en kreeg de nieuwe naam Turner Field (bijnaam The Ted).
Na de Amerikaanse boycot van de Olympische Zomerspelen van 1980 in Moskou richtte Turner de Goodwill Games op om betere verhoudingen tussen de VS en de Sovjet-Unie te bevorderen. De eerste spelen werden gehouden in Moskou in 1996. In 2005 vonden de laatste Goodwill Games plaats, de zomerspelen in Phoenix (Arizona) en de winterspelen in Calgary (Canada).
Turner was ook actief in professioneel worstelen, een enorm populaire kijksport in de VS. Hij kocht Jim Crockett Promotions in 1988 en gaf het de nieuwe naam World Championship Wrestling (WCW). Het groeide uit tot de belangrijkste kijkcijferconcurrent van de World Wrestling Federation (WWF) tot het in 2001 werd opgekocht door de WWF.

### Goede doelen
Turner zet zich in voor goede doelen als een beter milieu, vrede en ontwapening en de strijd tegen overbevolking, ziekte en armoede in de Derde Wereld. Hij heeft in totaal zo'n 1,5 miljard dollar van zijn fortuin aan goede doelen geschonken.
Met een gift van een miljard dollar werd in 1998 de United Nations Foundation opgezet. Deze stichting financiert een aantal goede doelen in samenwerking met de Verenigde Naties en probeert ook de verhoudingen tussen de VN en de Amerikaanse overheid te verbeteren. In 2001 vestigde Turner en voormalige senator Sam Nunn het Nuclear Threat Initiative, een internationale organisatie met het doel de verspreiding van nucleaire en andere massavernietigingswapens tegen te gaan.
Turner zet zich ook in voor verschillende milieudoelen, zoals het inrichten van natuurgebieden in de VS en de herintroductie van de Amerikaanse bizon in Montana. Hij vestigde de filantropische Turner Foundation in 1990 om milieudoelen en andere doelen te subsidiëren. In 1990 nam hij het initiatief tot een tekenfilmserie, Captain Planet and the Planeteers, met het doel het milieubewustzijn en multiculturalisme van kinderen te verbeteren. Het Turner Endangered Species Fund, opgericht in 1997, heeft het doel de biodiversiteit te beschermen en te voorkomen dat bedreigde soorten uitsterven.

### Privéleven
Turner is gescheiden en heeft vijf kinderen. Zijn derde en laatste vrouw was de actrice Jane Fonda, met wie hij van 1991 tot 2001 getrouwd was.

## Varia
- Turners bijnaam is The Mouth From The South.
- In 2001 veroorzaakte Turner controverse in de VS toen hij een groep christenen die Aswoensdag vierde Jezus freaks noemde. Hij noemde bij een andere gelegenheid het christendom a religion for losers en deed tegenstanders van het recht op abortus af als bozos ("clowns").[3]
- Turner speelde de kolonel Waller T. Patton in Gettysburg (1993), een film over de Amerikaanse Burgeroorlog, en herhaalde de rol in de prequel Gods and Generals (2003). Beide films werden ook geproduceerd door Turner.
- Turner kreeg in 2004 een ster op de Hollywood Walk of Fame.

## Verder lezen
- Ted Turner en Bill Burke, Call Me Ted. Grand Central Publishing, 2008 (vertaald in het Nederlands als Zeg maar Ted)
- Porter Bibb, Ted Turner: It Ain't As Easy as It Looks: A Biography. Virgin Books, 1996
- Robert Goldberg & Gary Jay Goldberg, Citizen Turner: The Wild Rise of an American Tycoon. Harcourt, 1995
- Janet Lowe, Ted Turner Speaks: Insights from the World's Greatest Maverick. Wiley, 1999
- Ted Turner & Gary Jobson, Racing Edge. Simon & Schuster, 1979